# Chondrodesmus euliotus
Chondrodesmus euliotus är en mångfotingart som beskrevs av Chamberlin 1933. Chondrodesmus euliotus ingår i släktet Chondrodesmus och familjen Chelodesmidae. Inga underarter finns listade i Catalogue of Life.